# 貨物崇拜科學
草包族科學（英文：Cargo cult science）出自美國物理學家理查·費曼於1974年於加州理工學院的一場畢業典禮演說，描述某些事物類似科學，卻遺漏了“科学的品德，也就是进行科学思考时必须遵守的诚实原则”。「Cargo cult」直譯為「貨物崇拜」，是指一些原始部落為了吸引運輸機補給，而試圖建造一座外表看似機場、實際上卻沒有機場功能的設施，以吸引飛機降落。

## 外部連結
- Cargo Cult Science (pdf) （页面存档备份，存于） article with pictures as originally published in Engineering and Science, Volume 37:7, June 1974.
- Cargo Cult Science (html) （页面存档备份，存于） by Richard P. Feynman.
- Audio Excerpts